# يرسينية متوسطة
يرسينية متوسطة (الاسم العلمي: Yersinia intermedia) هي نوع من البكتيريا تتبع جنس اليرسينية من فصيلة الأمعائيات.